# Múa Đôn Hoàng
Múa Đôn Hoàng (tiếng Trung: 敦煌舞; Hán-Việt: Đôn Hoàng vũ; bính âm: Dūnhuáng wǔ) là một loại hình vũ đạo Trung Quốc kết hợp giữa văn hóa truyền thống và nghệ thuật hiện đại. Múa Đôn Hoàng lấy cảm hứng từ những chuyển động cơ thể trong các bức bích họa ở hang Đôn Hoàng (chẳng hạn như trong hang Mạc Cao), cũng như các nhạc cụ và bản nhạc được tìm thấy ở Đôn Hoàng, tỉnh Cam Túc, miền Tây Trung Quốc. Điệu múa này thể hiện sự kết hợp giữa những phong cách múa dân tộc từ miền Trung và miền Tây Trung Quốc. Bản thân điệu múa cũng chịu ảnh hưởng của hình tượng Phật tử và Phật giáo.

### Quan Âm nghìn tay

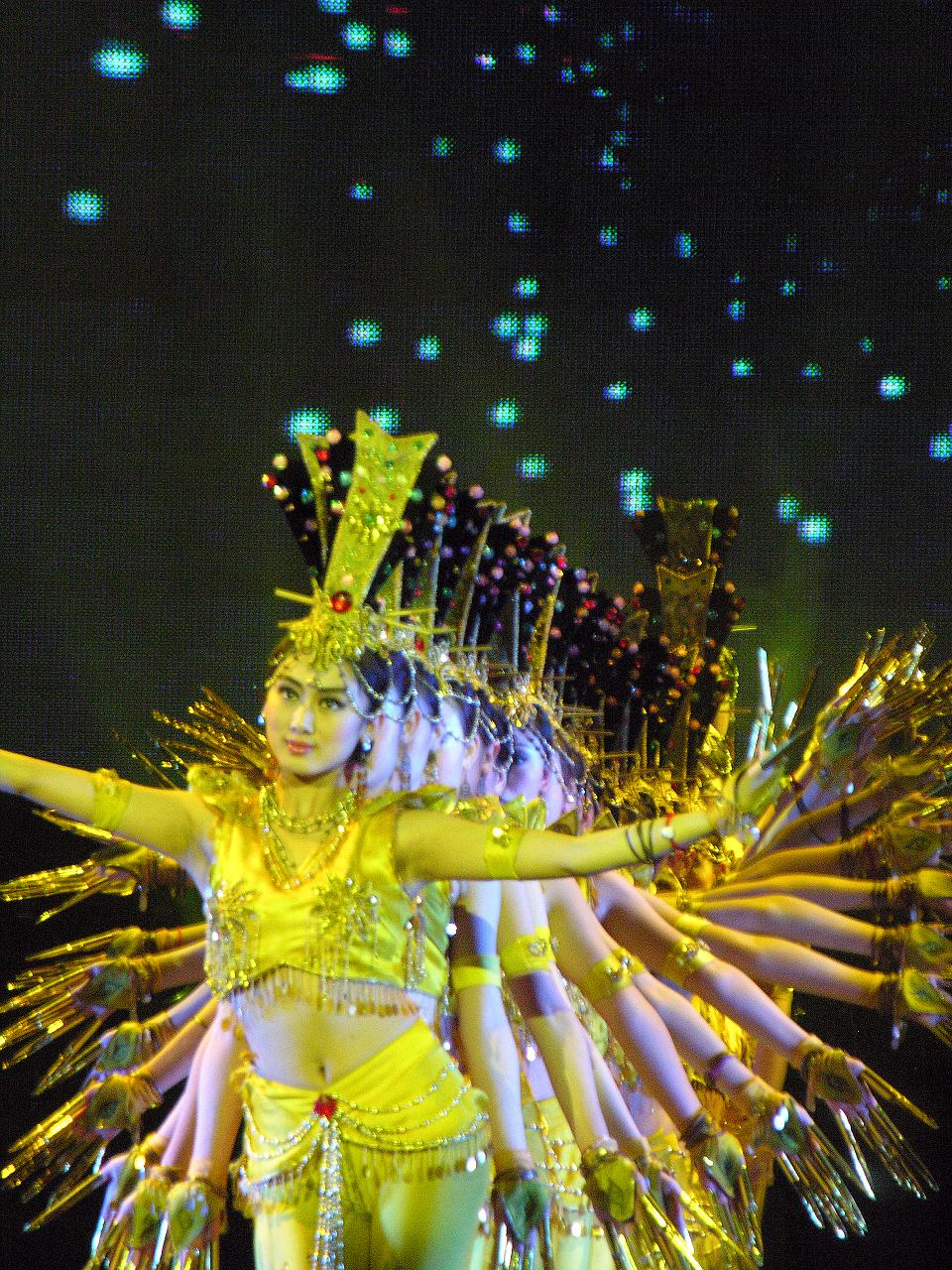
Tác phẩm vũ đạo hiện đại Quan Âm nghìn tay.

## Hình ảnh

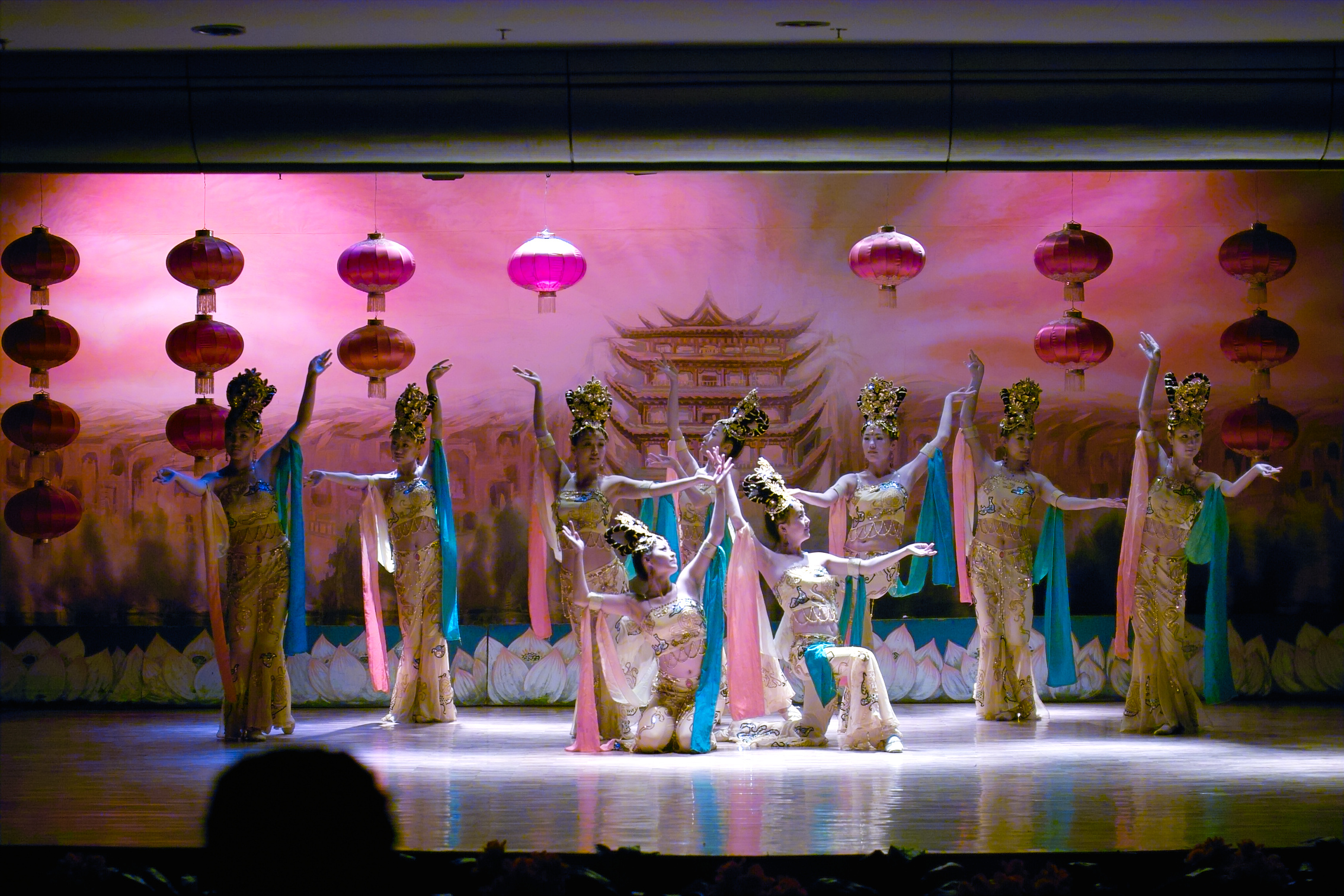
Nhóm vũ công đang trình diễn điệu múa Đôn Hoàng tại sân khấu.
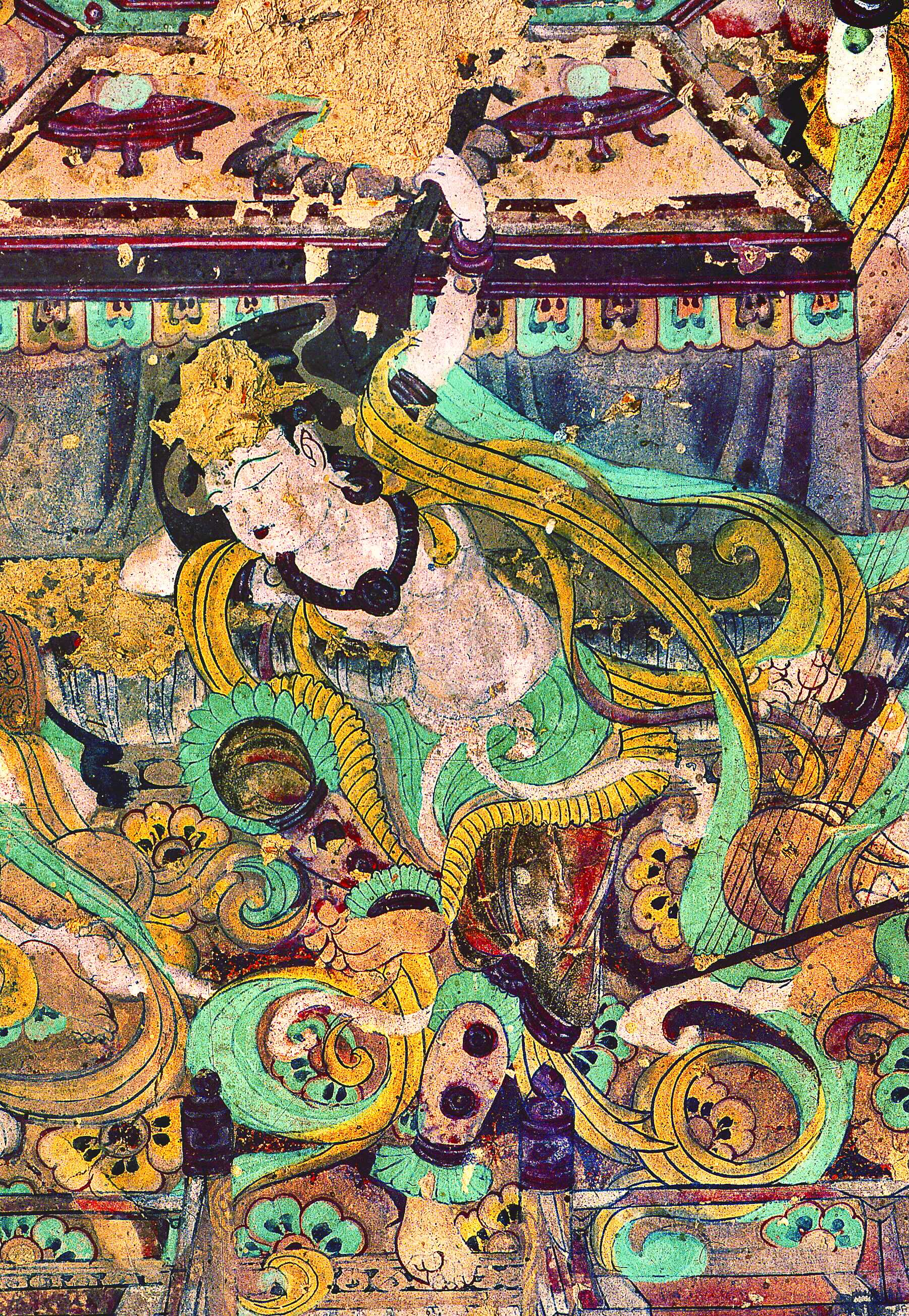
Một nghệ sĩ đàn tỳ bà đang chơi đàn tỳ bà sau lưng. Đôn Hoàng, hang Mạc Cao.
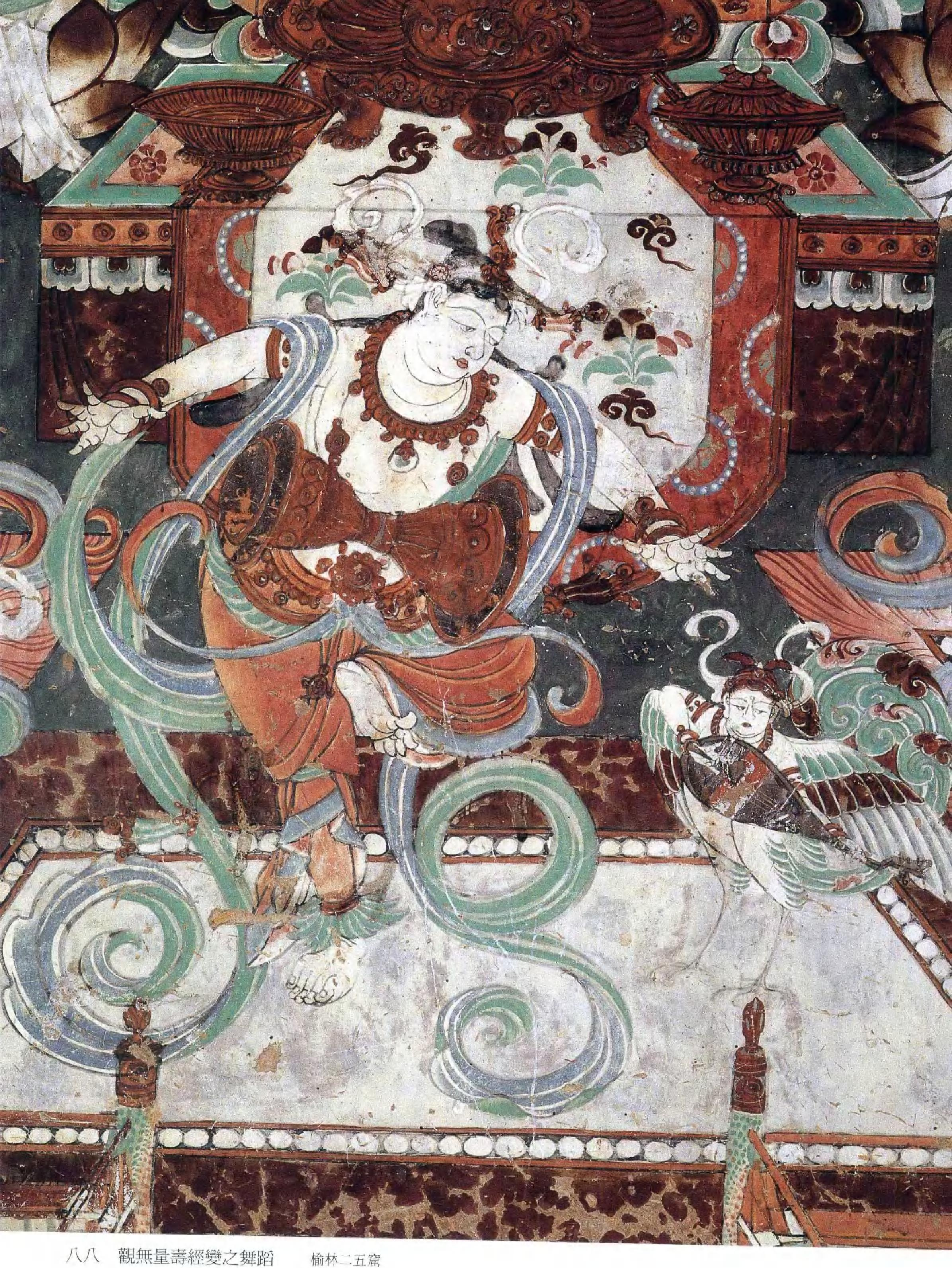
Trung Quốc, giữa thời nhà Đường. Tác phẩm nghệ thuật từ Hang Đôn Hoàng, Hang Ngọc Lâm số 25 thể hiện Chim Sinh Mệnh chơi đàn tỳ bà và một vũ công chơi trống.
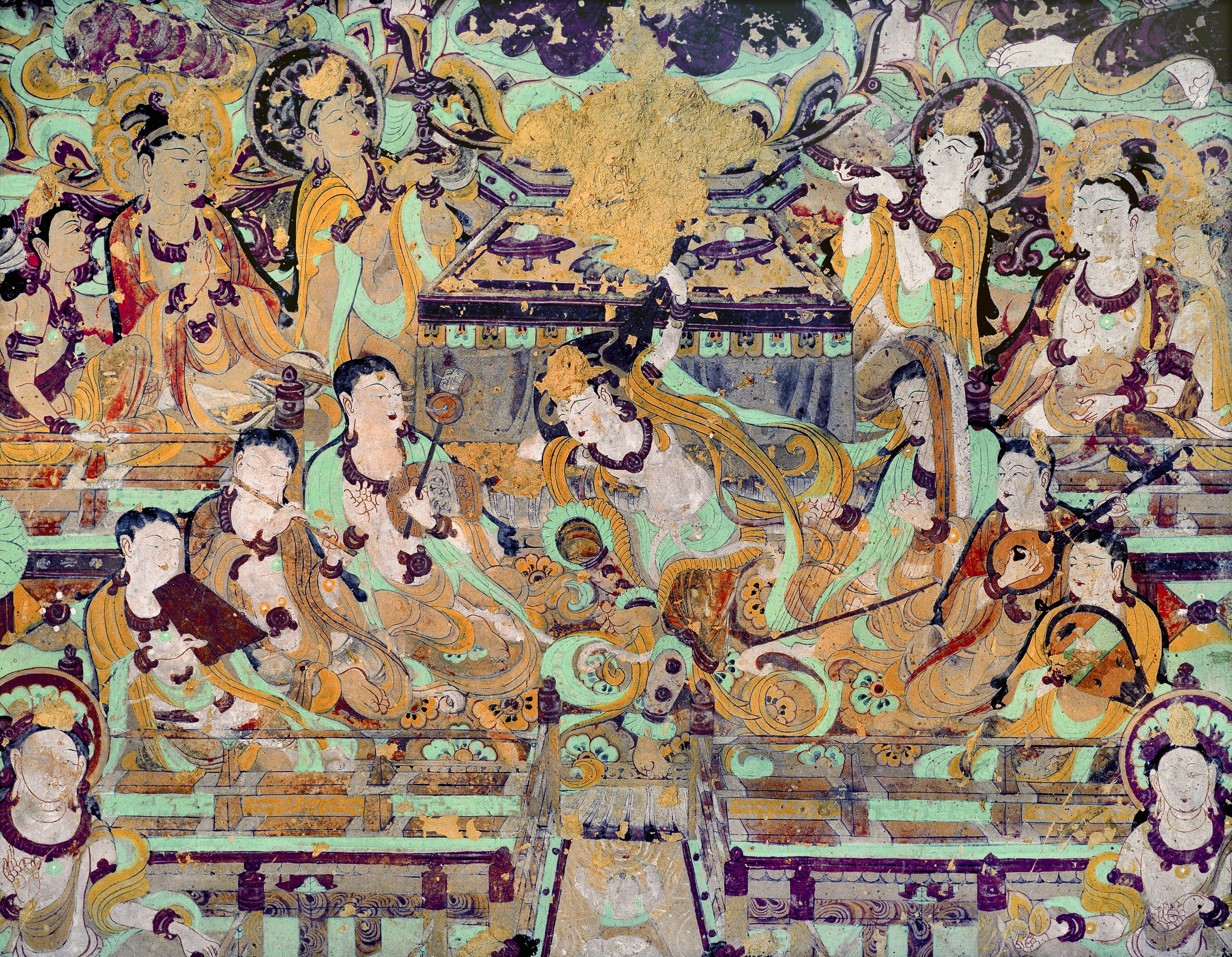
Nghệ thuật hang động Phật giáo, một vũ công quay tròn trong khi dàn nhạc chơi. Hang 46 Bức tường bên trái, tấm thứ hai. Còn gọi là hang 112.
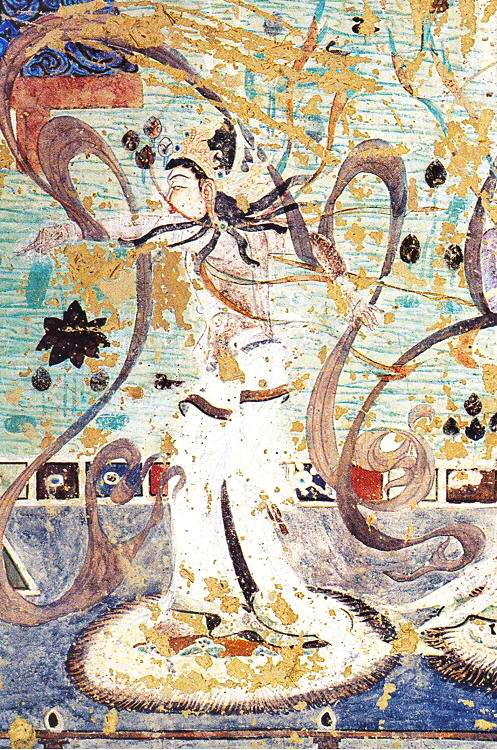
Hang 220 vũ công "Hồ Xuân" trong tranh tường ở Mạc Cao.